# Comisia de Arbitraj a Conferinței de Pace pentru fosta Iugoslavie
Comisia de Arbitraj a Conferinței de Pace pentru fosta Iugoslavie (cunoscută și sub denumirea Comisia de Arbitraj Badinter) a fost o comisie înființată de Consiliul de Miniștrii a Comunității Europene pe 27 august 1991 pentru a oferi consultanță juridică Conferinței de Pace pentru fosta Iugoslavie. Comisia de Arbitraj a prezentat cincisprezece avize în privința „problemelor juridice majore” care au fost ridicate datorită conflictului dintre unele republici ale Republicii Socialiste Federative Iugoslavia.

## Membrii comisiei
Comisia era alcătuită din cinci membrii care erau Președinții Curților Constituționale ale statelor membre Comunității Europene și condusă de Robert Badinter.
- Robert Badinter, președinte al Curții Constituționale a Franței
- Roman Herzog, președintele Curții Constituționale Federale a Germaniei
- Aldo Corasaniti, președinte al Curții Constituționale a Italiei
- Francisco Tomás y Valiente, președinte al Curții Constituționale a Spaniei
- Irene Petry, președinte al Curții Constituționale a Belgiei

## Avize
Între sfârșitul anului 1991 și mijlocul anului 1993, Comisia de Arbitraj a prezentat cincisprezece avize în cea ce privește aspectele legale despre destrămarea Iugoslaviei.

### Avizul nr. 1
La 20 noiembrie 1991, Președintele Conferinței de Pace pentru fosta Iugoslavie, Peter Carington a cerut un aviz în cea ce privește disputa dintre Serbia, care considera că republici care și-au declarat sau își vor declara independența sau suveranitatea au succedat sau vor succeda față de RSFI, aceasta din urmă va continua să mai existe și celelalte republici care considerau că RSFI că este în proces de dezintegrare iar cele șase republici sunt succesoare cu drepturi egale ale RSFI. Comisia a răspuns că Republica Socialistă Federativă Iugoslavia este în proces de dezmembrare.

### Avizul nr. 2
La 20 noiembrie 1991, Carington a întrebat Comisia „dacă populația sârbească din Croația și Bosnia și Herțegovina, care este un popor constituent al RSFI, are dreptul la autodeterminare?”. Comisia a răspuns că „populației sârbești din Bosnia și Herțegovina și Croația îi sunt conferite toate drepturile minorităților și grupurilor etnice[...]” și „că republicile trebuie să le acorde membrilor acelor minorități și grupuri etnice toate drepturile omului și libertățile fundamentale recunoscute în dreptul internațional, iar după caz, inclusiv dreptul de a-și alege naționalitatea”.

### Avizul nr. 3
La 20 noiembrie 1991, Carington a întrebat dacă „Granițele interne dintre Croația și Serbia și dintre Bosnia și Herțegovina și Serbia pot fi considerate frontiere în conformitate cu dreptul internațional public?” Aplicând principiul de uti possidetis, Comisia răspuns că „granițele dintre Croația și Serbia, dintre Bosnia și Herțegovina și Serbia, și posibil și celelalte state independente învecinate, nu pot fi modificate decât dacă se stabilește un acord între părțile implicate” și „exceptând cazul unui acord specific, fostele granițe devin frontiere protejate prin drept internațional”.

### Avizul nr. 4
La 20 decembrie 1991, Ministrul Afacerilor Externe al Republicii Socialiste Bosnia și Herțegovina a cerut statelor membre Comunității Europene recunoașterea republicii. Comisia a răspuns că Bosnia și Herțegovina putea primi recunoaștere numai dacă se organiza un referendum pe tema independenței, la care să participe toți cetățenii sub supravegherea internațională.

### Avizul nr. 5
La 19 decembrie 1991, Președintele Croației a cerut statelor membre Comunității Europene să recunoască independența republicii. Comisia a răspuns că în cazul Croației putea primi recunoaștere numai dacă suplimenta Legea Constituțională prin menționarea prevederilor vizate.

### Avizul nr. 6
La 20 decembrie 1991, Ministrul Afacerilor Externe al Republicii Macedonene a cerut statelor membre Comunității Europene să recunoască independența republicii. Comisia a răspuns că Republica Macedonia a adoptat o constituție care exclude pretențiile teritoriale și nu urmărește o politică ostilă de față de orice stat, prin urmare îndeplinind cerințele necesare pentru a primi recunoaștere din partea Comunității Europene.

### Avizul nr. 7
La 19 decembrie 1991, Ministrul Afacerilor Externe al Republicii Slovene a cerut statelor membre Comunității Europene să recunoască independența republicii. Comisia a răspuns că Slovenia îndeplinește toate cerințele necesare pentru a primi recunoaștere din partea Comunității Europene.

### Judecată intermediară (prima provocare de competență)
Niciuna dintre republicile iugoslave nu a avut îndoieli cu privire la competența Comisiei de arbitraj în emiterea primelor șapte avize până la Lord Carington, la 18 mai 1992, a sugerat Comisiei să analizeze dacă procesul de dezintegrare a SFRY a fost finalizat, modul în care problemele succesiunii între republicile iugoslave și care este statutul uniunii federale din Serbia și Muntenegru, indiferent dacă îndeplinește criteriile de recunoaștere.
| Imagine indisponibilă |  | Imagine indisponibilă |
| Slobodan Milošević    |  |                       |

Serbia și Muntenegru nu au fost de acord categoric cu problemele ridicate. Într-o declarație comună a președintelui Serbiei Slobodan Milošević și a președintelui Muntenegrului Momir Bulatovic la 8 iunie 1992, republicile au contestat competența Comisiei de arbitraj de a analiza astfel de probleme, indicând că Comunitatea Europeană nu era autorizată să facă acest lucru prin Acordul de la Brioni, orice dezacorduri între republici ar trebui soluționate prin acorduri comune și dacă nu se ajunge la un acord, toate litigiile sunt supuse sesizării Curții Internaționale de Justiție. Comisia a declarat că este datoria acesteia de a oferi aviz atunci când se cere, prin urmare a răspuns celor trei întrebări.

### Avizul nr. 8
La 18 mai 1992, Carington a întrebat Comisia dacă procesul de dezmembrare a Iugoslaviei s-a încheiat. Comisia a răspuns că RSFI a încetat sa mai existe, prin urmare procesul s-a încheiat.

### Avizul nr. 9
La 18 mai 1992, Carington a întrebat Comisia cum să fie rezolvată problema statelor succesoare ale fostei RSFI. Comisia a răspuns că statele succesoare trebuie să rezolve toate aspectele secesiunii prin acord. De asemenea, niciun stat succesor nu poate reprezenta RSFI în organizațiile internaționale, dar fiecare poate aplica pentru statutul de membru nou.

### Avizul nr. 10
La 18 mai 1992, Carington a întrebat Comisia dacă Republica Federală Iugoslavia trebuie să aplice pentru statutul de membru. Comisia a răspuns că RFI nu poate fi considerată singura republică succesoare a foste RSFI și este nevoită să aplice pentru un statutu nou de membru.

### Avizul nr. 11
La 20 aprilie 1993, Copreședintele Comitetului Conferinței Internaționale pentru fosta Iugoslavie a întrebat la ce dăți statele succesoare s-au desprins de RSFI. Comisia de Arbitraj a răspuns că Slovenia și Croația s-au desprins la 8 octombrie 1991, Republica Macedonia la 17 noiembrie 1991, Bosnia și Herțegovina la 6 martie 1992, Serbia și Muntenegru la 27 aprilie 1992.

### Avizul nr. 12
Comisia a fost întrebată despre modalitățile de soluționare a problemelor care decurg din neparticiparea Republicii Federale Iugoslavia la lucrările Grupului de lucru ICFY privind succesiunea activelor și datoriilor fostei SFRY. În special, ce principii ar trebui aplicate în divizarea proprietății statului, arhivelor și datoriilor în cazul refuzului statelor de a coopera între ele și ce măsuri de protecție pot fi luate de alte state. 

### Avizul nr. 13
Având în vedere întrebarea dacă obligațiile de a compensa daunele militare ar putea afecta procedura de distribuire a proprietății, arhivelor și datoriilor statului în legătură cu procesul de succesiune a republicilor, Comisia de arbitraj a concluzionat, la 16 iulie 1993, că normele aplicabile succesiunii statelor sunt diferite de cele referitoare la responsabilitatea statului. În consecință, separarea activelor și pasivelor ar trebui făcută fără a lua în considerare obligațiile asociate compensării daunelor rezultate din ostilități și distrugere. În același timp, Comisia a recunoscut că fiecare dintre state nu este privat de dreptul de a compensa active și pasive supuse transferului în conformitate cu regulile succesiunii statului, pe de o parte, împotriva daunelor militare cauzate, pe de altă parte. 

### Avizul nr. 14
Determinând condițiile pentru împărțirea obligațiilor de proprietate și datorii ale fostei SFRY, Comisia de arbitraj, în concluzia sa din 13 august 1993, a indicat că atunci când Grupul de lucru ICFY a efectuat un inventar, întreaga masă de proprietate a fost divizată în proprietate, a cărei proprietate a fost convenită între republici și proprietate asupra căreia existau dezacorduri. Prin urmare, Comisia a considerat că nu dispune de informații suficiente pentru a rezolva problema proprietății fiecărei proprietăți în litigiu către o anumită republică, mai ales că astfel de probleme nu ar trebui soluționate în cadrul concluziilor organului consultativ. În acest sens, a decis să se limiteze la definirea doar a principiilor generale pentru distribuirea activelor și pasivelor. 

### Avizul nr. 15
La 13 august 1993, Comisia de arbitraj a emis un aviz final, potrivit căruia Banca Națională a Serbiei, situată pe teritoriul FRY, nu poate fi considerată o continuare a activităților băncii centrale create în cadrul SFRY dezintegrat. Proprietatea, valorile valutare, drepturile și obligațiile sale sunt supuse unei împărțiri proporționale între toate statele succesorii. În același timp, drepturile și obligațiile Băncii Populare ar trebui împărțite în cele care i-au apărut ca organism constituțional al SFRY și pe cele pe care și le-a asumat, acționând ca bancă în relațiile cu alte organizații bancare private. Primele sunt supuse succesiunii între state, dar nu trec automat, ci prin încheierea unor acorduri separate. Acestea din urmă nu sunt supuse succesiunii, deoarece au apărut în cadrul relațiilor juridico-private și trebuie încheiate în legătură cu lichidarea entității juridice.